# Limpertsberg

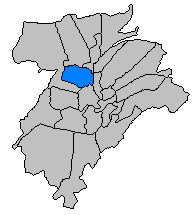
Limpertsberg, nella zona nord-occidentale di Lussemburgo.

Limpertsberg (in lussemburghese Lampertsbierg) è un quartiere nel nord-ovest di Lussemburgo, capitale dell'omonimo stato.

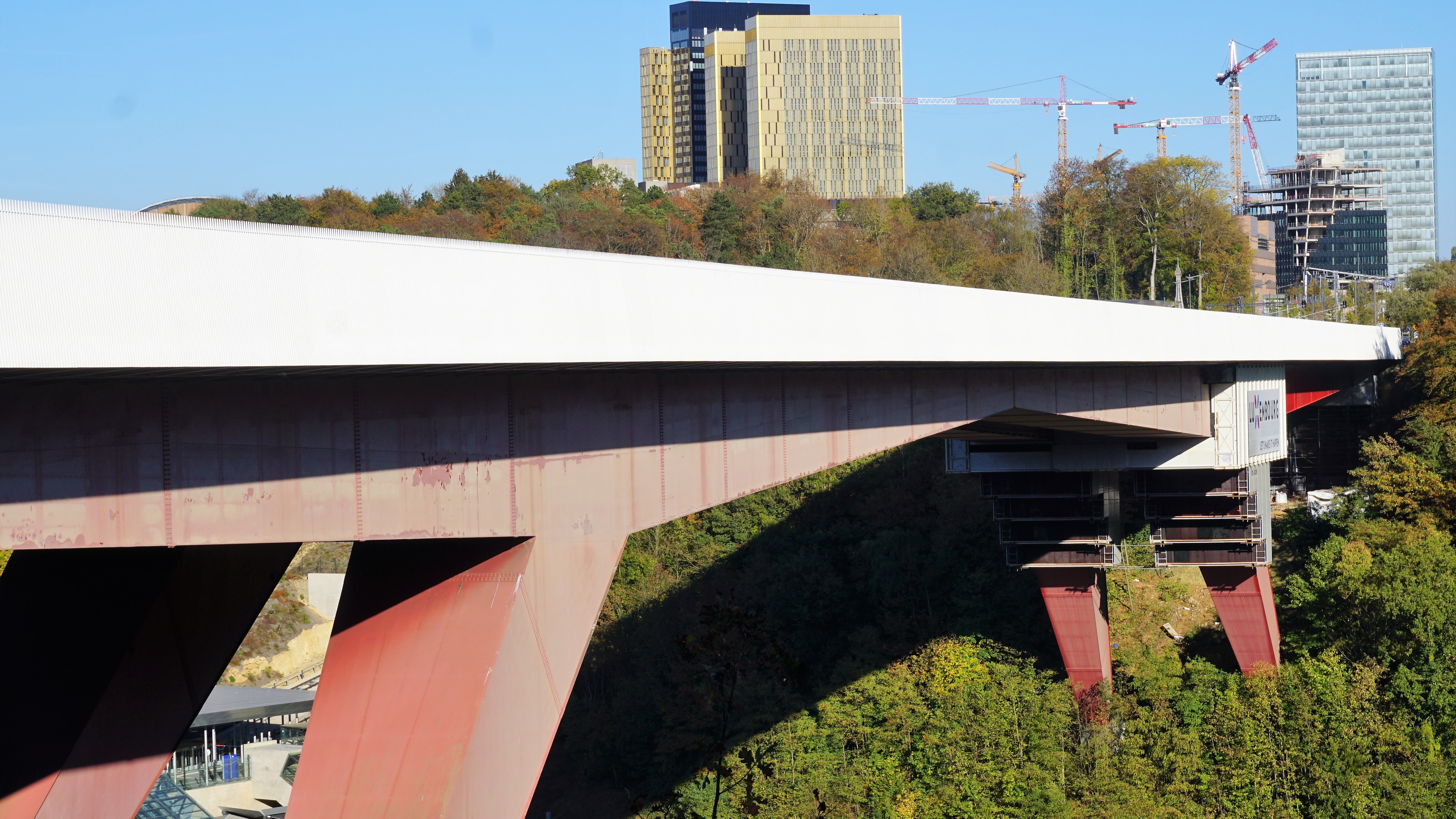
Il Ponte della Granduchessa Carlotta

Nel 2001 il quartiere aveva una popolazione di 7 546 abitanti.

## Monumenti e luoghi d'interesse
Nella zona meridionale del quartiere, al confine con la città principale, si trova il Glacis, un grande parcheggio a cielo aperto che ospita l'annuale fiera Schueberfouer, la più grande di tutto il paese. Vicino al Glacis si trova il Grand Théâtre de Luxembourg.
Il cimitero di Notre-Dame di Limpertsberg presenta un Monument national de la résistance et de la déportation (Monumento nazionale della resistenza e la deportazione). Il cimitero ospita la scultura di bronzo Le prisonnier politique del più importante scultore lussemburghese, Lucien Wercollier.  Questa scultura appartiene ad un gruppo di tre, con le altre due al Musée national de la résistance (Museo nazionale della resistenza) ad Esch-sur-Alzette ed al Monumento Nazionale della resistenza e la deportazione a Lussemburgo.
A sud-est del quartiere si trova un altro celebre punto di riferimento, il Ponte della Granduchessa Charlotte, conosciuto anche con il nome di Ponte Rosso, per via del colore: esso collega Limertsberg al distretto europeo di Kirchberg su Pfaffenthal ed il fiume Alzette.
Nel quartiere si trova la chiesa di San Giuseppe, di architettura neoromanica.